# Ovitrap

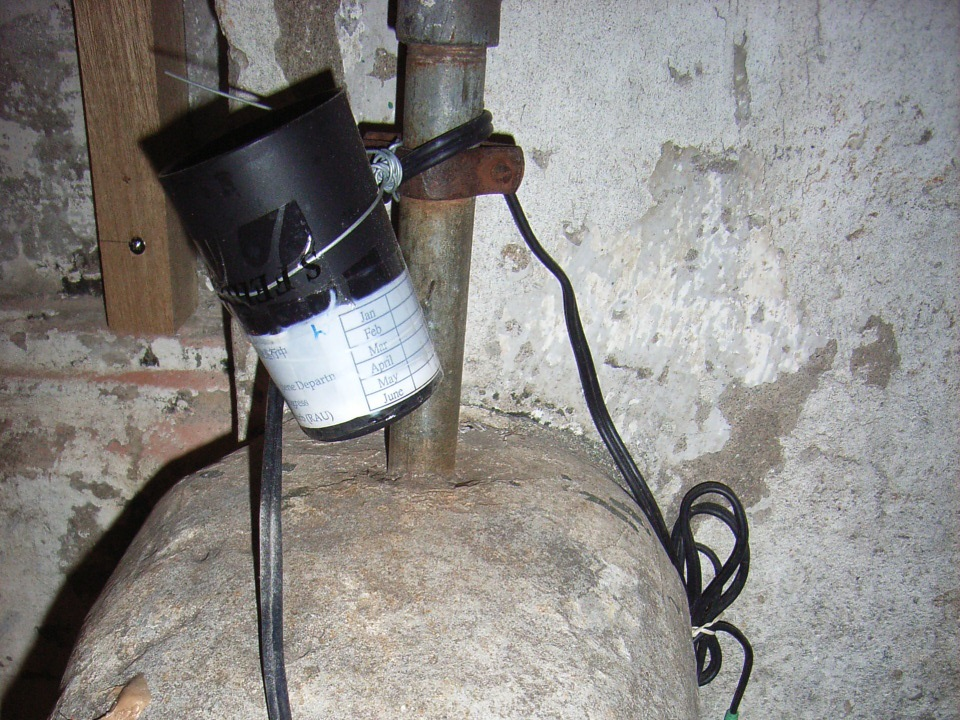
Exemple d'ovitrap, ici utilisé en intérieur.

Un ovitrap ou piège à œufs de moustiques est un appareil qui consiste en un récipient de couleur foncée (noir en général) contenant de l’eau et un substrat attirant pour des moustiques, qui sont attirés pour y pondre leurs œufs. Chez les moustiques piqueurs (dont les œufs ne flottent pas ni ne sont pondus comme chez les chironomes en rubans fixés juste sous le niveau d'une eau courante), les oeufs tombent à travers des mailles dans l'eau, où les larves éclosent et se développent. Lorsque les moustiques adultes émergent, ils sont piégés sous les mailles et ne parviennent pas à s'échapper du piège. Il est alors plus facile de compter et identifier les individus. 
Les ovitraps sont supposés imiter les sites de ponte préférés des femelles de moustiques piqueurs dont des espèces comme Aedes albopictus et Aedes aegypti, en pleine expansion géographique.

## Histoire scientifique
L'ovitrap a été décrit pour la première fois en 1966. Il avait alors été conçu pour surveiller les populations de moustiques du genre Aedes ; en fournissant aux moustique des sites de reproduction artificiels, les chercheurs pouvaient plus facilement collecter et étudier les œufs trouvés dans le conteneur. 
À partir d'un outil scientifique de comptage, d'autres ont inventé des pièges mortels qui tuent les larves et/ou les moustiques adultes qui y pénètrent,.

## Utilité
Les ovitraps sont utilisés pour des études ponctuelles sur les moustiques, par exemple pour la détection d'espèces invasives, pour l'étude de la répartition de ces moustiques, pour l'étude de leurs habitats, des points chauds de ponte ou encore de cycles annuels ou interannuels de développement (en fonction des conditions météo ou d'autres facteurs). 
Ils sont aussi utilisés pour la surveillance (généralement hebdomadaire) de certaines populations de moustiques et la détection de zones à risques (cartographie du risque), afin notamment de pouvoir déclencher des alertes précoces pour prévenir les épidémies de maladies véhiculées par ces moustiques, ou encore pour contrôler l'efficacité de moyens de lutte-antivectorielle. 
Si l'ovitrap est régulièrement nettoyé et rechargé en eau, il se comporte comme un petit piège écologique ; il peut être utilisé à l'intérieur ou à l'extérieur par certaines communautés pour le contrôle des populations d'Aedes et réduire efficacement la population de ces moustiques dans la région concernée. Il est ainsi utilisé depuis les années 1970 dans des pays comme Singapour, les États-Unis et Hong Kong. Les larves peuvent éventuellement être utilisées comme nourriture de poissons d'aquarium.